# Rudi-Dutschke-Straße
Die Rudi-Dutschke-Straße ist eine Straße im Berliner Ortsteil Kreuzberg. Sie führt als Fortsetzung der Oranienstraße von der Lindenstraße/Axel-Springer-Straße bis zur Friedrichstraße, wo sie in die Kochstraße übergeht. Die Rudi-Dutschke-Straße entstand nach jahrelangen politischen und gerichtlichen Auseinandersetzungen durch Umbenennung des östlichen Abschnitts der Kochstraße. Die Umbenennung, die durch die überregionale Tageszeitung taz angeregt worden war, wurde am 30. April 2008 mit der Enthüllung eines Straßenschildes an der Ecke Rudi-Dutschke-/Axel-Springer-Straße vor dem Axel-Springer-Hochhaus vollzogen.

## Benennung
Der Vorschlag der taz, die Kochstraße, in der damals auch das Verlagshaus der Zeitung lag, aus Anlass des 25. Todestages Rudi Dutschkes auf dessen Namen umzubenennen, stand Ende 2004 am Anfang einer jahrelangen Auseinandersetzung um die symbolkräftige Benennung nach dem Studentenführer.
Ein Mehrheitsbeschluss der Bezirksverordnetenversammlung von Friedrichshain-Kreuzberg sah zunächst die Umbenennung eines Teils der Kochstraße zum 1. April 2006 vor. Diese schob das Verwaltungsgericht am 29. August 2005 auf Klage von Anwohnern, darunter der Axel Springer AG und der Bundesingenieurkammer, auf. Während die taz seit Februar 2006 Unterschriften für die Umbenennung sammelte, initiierte die CDU des Bezirks eine Unterschriftenliste für ein Bürgerbegehren gegen eine Umbenennung. Durch diese kam ein Bürgerentscheid zustande, in dem eine Mehrheit am 21. Januar 2007 die Aufforderung an das Bezirksamt, die Umbenennung zurückzunehmen, ablehnte.
Am 9. Mai 2007 gab das Berliner Verwaltungsgericht bekannt, dass die Umbenennung rechtens sei und keine Grundrechte der Anlieger verletze, und lehnte damit die Anwohnerklage ab. Die Berufung ließ das Gericht nicht zu. Die Klägergemeinschaft beantragte daraufhin die Zulassung auf Berufung beim Oberverwaltungsgericht. Am 21. April 2008 wies dieses den Antrag zurück: Die Umbenennung könne als Ausdruck der Meinungs- und Informationsfreiheit verstanden werden und sei daher kein Verstoß gegen Willkürverbot und staatliches Neutralitätsgebot.
Bei der Umbenennung verstieß der Bezirk Friedrichshain-Kreuzberg gegen einen Beschluss der Bezirksverordnetenversammlung aus dem Jahr 2005, Straßen nur noch nach Frauen neu- oder umzubenennen, um so einer Unterrepräsentierung von Frauen in Straßennamen entgegenzuwirken.

## Sehenswürdigkeiten
Von Westen (Friedrichstraße) nach Osten (Axel-Springer-Straße/Lindenstraße):
- Haus am Checkpoint Charlie: der als Wohngebäude konzipierte Bau in der Friedrichstraße 43 Ecke Rudi-Dutschke-Straße gilt als eines der Hauptwerke der Internationalen Bauausstellung 1984. Hier befindet sich das privat betriebene Mauermuseum.
- Ehemaliges Redaktionsgebäude der taz mit dem Relief Friede sei mit Dir (im Berliner Volksmund auch bekannt als der Pimmel über Berlin) des Bildhauers Peter Lenk. Es zeigt eine Karikatur des Chefredakteurs der Bild-Zeitung, Kai Diekmann, mit einem fünfgeschossigen Penis. Der Titel des Kunstwerks bezieht sich auf Friede Springer. Nach dem Auszug der taz im Oktober 2018 bezog zum Ende des Jahres 2018 das Coworking-Unternehmen Betahaus das Gebäude als sein Hauptquartier und bietet dort seit Anfang 2019 Coworking Space an.
- Axel-Springer-Passage: Die Passage wurde nach einem Entwurf des Londoner Architektenbüros Renton, Howard, Wood, Levin Partnership (RHWL Architects) am 13. Januar 2004 eröffnet und erinnert mit acht gegeneinander verschobenen Innenhöfen an die Tradition der Berliner Höfe. Über die Ullstein-Halle gelangt man zum Axel-Springer-Hochhaus.
- Südöstlich der Passage befindet sich ein Denkmal von Serge Mangin mit dem Titel Väter der Einheit. Es zeigt Alt-Bundeskanzler Helmut Kohl, den ehemaligen US-Präsidenten George Bush sowie Russlands Ex-Präsidenten Michail Gorbatschow. Rechts neben dem Denkmal erinnert eine Eule an den Ullstein Verlag, der hier im ehemaligen Berliner Zeitungsviertel seinen Sitz hatte.
- Östlich von diesem Denkmal steht eine Eiche, die Axel Springer von Berliner Taxifahrern zur Zeit des Kalten Krieges als Dank für sein Bekenntnis für Berlin erhielt.
- Hinter der Eiche in nördlicher Richtung befindet sich eine Informationstafel, die an den Standort der ehemaligen Jerusalemkirche erinnert. Die Umrisse sind mit Pflastersteinen in der angrenzenden Straßenkreuzung markiert. Ein Neubau der Kirche befindet sich weiter südlich in der Linden- Ecke Markgrafenstraße.
- Auf dem gegenüberliegenden Grundstück zur Lindenstraße befand sich von 1999/2000 bis 2020 das Werk ohne Titel von Pomona Zipser. Es gehörte zu einem öffentlichen Skulpturenpark der Berlinischen Galerie mit dem Titel Kunst – Stadt – Raum.[5][6]